# Szent László-patak
A Szent László-patak Komárom-Esztergom vármegyében ered, mintegy 300 méteres tengerszint feletti magasságban. A forrásától kezdve dél-délkeleti irányban halad, majd Tarjánt elhagyva átlép Fejér vármegye területére. Végigfolyik Bicske, Martonvásár és a közbeeső kisebb települések területén, végül Beloiannisztól keletre, Ercsi közigazgatási területén egyesül a Váli-vízzel, amely nem sokkal távolabb a Dunába torkollik.

## Part menti települések
- Héreg
- Tarján
- Csabdi
- Bicske
- Gyúró
- Tordas
- Martonvásár
- Rácszentmiklós
- Ráckeresztúr
- Ercsi